# Résidence de Quaid-e-Azam

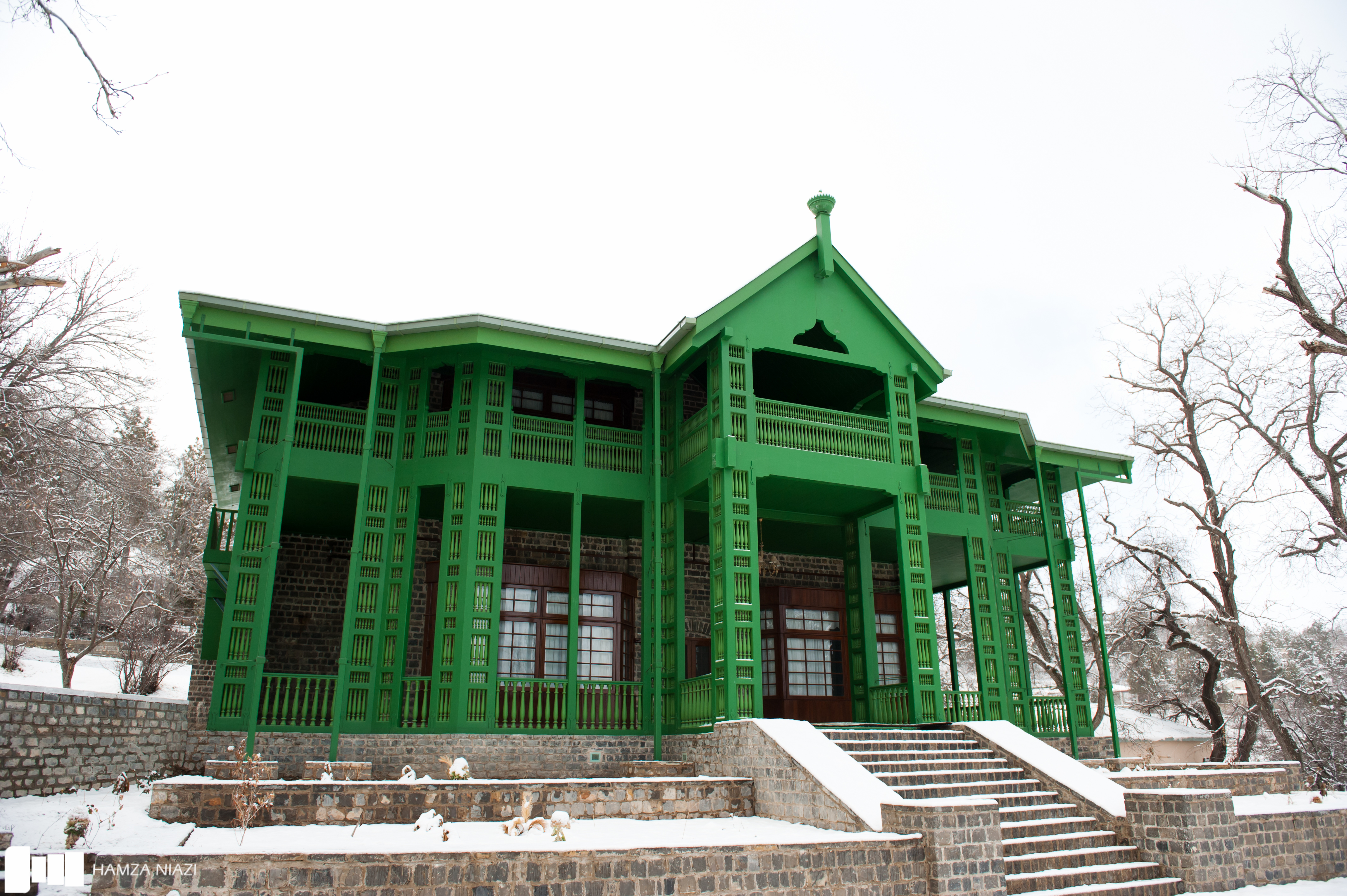
Résidence de Quaid-e-Azam à Ziarat au Pakistan

La résidence de Quaid-e-Azam(ourdou : قائد اعظم ریزیڈنسی), également connue sous le nom de résidence de Ziarat, est située à Ziarat, dans la province du Baloutchistan au Pakistan. C'est ici que Muhammad Ali Jinnah a passé les deux derniers mois et dix jours de sa vie. C'est le monument le plus célèbre de la ville, construit en 1892 pendant le Raj britannique. Le bâtiment est une structure en bois, conçu à l'origine comme un sanatorium avant d'être converti en résidence d'été de l'agent du gouverneur général. Il est déclaré site du patrimoine et est d'une grande importance architecturale.

## Attentat terroriste de 2013
Le 15 juin 2013, la Résidence est la cible de roquettes. Les parties en bois du bâtiment ont été gravement touchées par l'attaque. Des militants appartenant au BPLF ont revendiqué la responsabilité. Il a été gravement endommagé à la suite de l'attaque intense. Cependant, le gouvernement du Pakistan s'est engagé à restaurer le site. La résidence a également été endommagée lors du tremblement de terre de 2008. Cependant, bien que la structure en bois ait été gravement endommagée lors de l'attaque de 2013, la structure en béton était debout et les photographies ainsi que les autres objets étaient sains et saufs.
Les travaux de reconstruction achevé le 14 août 2014 sont inaugurés par le Premier ministre de l'époque, Nawaz Sharif.

## Représentations
La résidence Quaid-e-Azam figure sur le billet de 100 roupies depuis 2006.

## Voir également
- Mazar-e-Quaid